# Apteronotus bonapartii
Apteronotus bonapartii är en fiskart som först beskrevs av Castelnau, 1855.  Apteronotus bonapartii ingår i släktet Apteronotus och familjen Apteronotidae. Inga underarter finns listade i Catalogue of Life.